# 杜楝
杜楝（学名：Turraea pubescens）为楝科杜楝属下的一个种。